# Velinci
Velinci is een plaats in de gemeente Kumrovec in de Kroatische provincie Krapina-Zagorje. De plaats telt 117 inwoners (2001).